# Melanorivulus cyanopterus
Melanorivulus cyanopterus, es un pez actinopeterigio de agua dulce, de la familia de los rivulines.
Son rivulines de tamaña muy pequeño, con una longitud máxima descrita de solo 2.8 cm los machos y 2,4 cm las hembras.

## Distribución y hábitat
Se distribuye por ríos de América del Sur, restringido solo a su localidad tipo el río Tenente Amaral, afluente de la cebecera del río São Lourenço en la cuenca del río Paraguay, en Brasil. Son peces de agua dulce tropical y de comportamiento pelágico.